# Champigny (Marne)
Champigny ist eine französische Gemeinde im Nordosten des Landes mit 1.616 Einwohnern (Stand: 1. Januar 2022) im Département Marne in der Region Grand Est. Sie gehört zum Arrondissement Reims und zum Kanton Reims-4.

## Geografische Lage
Champigny liegt im Zentrum der Champagne als banlieue am westlichen Rand von Reims. Die nördliche Grenze der Gemeinde bildet der Fluss Vesle. Umgeben wird Champigny von den Nachbargemeinden Merfy im Norden, Saint-Brice-Courcelles im Osten, Tinqueux im Südosten, Thillois im Süden und Westen sowie Châlons-sur-Vesle im Nordwesten.
Durch die Gemeinde führt die Autoroute A26.

## Bevölkerungsentwicklung
| Jahr                       | 1962 | 1968 | 1975 | 1982 | 1990 | 1999 | 2006 | 2018 |
| Einwohner                  | 490  | 536  | 478  | 764  | 887  | 946  | 1195 | 1550 |
| Quellen: Cassini und INSEE |      |      |      |      |      |      |      |      |

## Sehenswürdigkeiten

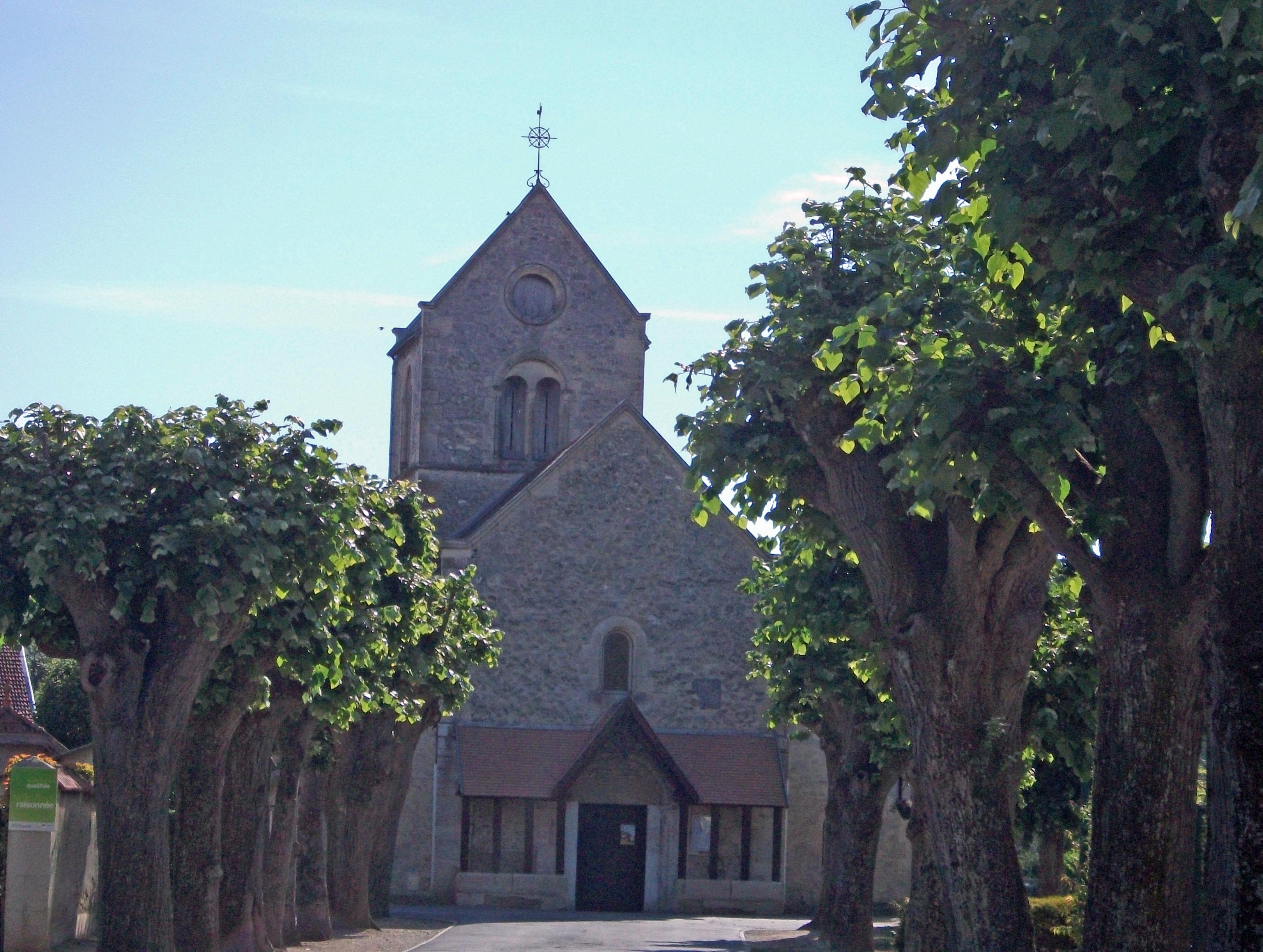
Kirche Saint-Théodulphe

- Kirche Saint-Théodulphe
- Schloss Les Charmettes

## Persönlichkeiten
- Charles Deutsch (* 1911 in Champigny; † 1980 in Paris), Autorennfahrer, Aerodynamik-Ingenieur und Automobilkonstrukteur